# Raita
Raita là một món ăn Ấn Độ, Pakistan và Bangladesh được chế biến bằng dahi (sữa chua, thường được gọi là sữa đông) cùng với rau sống hoặc chín, ít khi ăn kèm trái cây hơn, hoặc trong trường hợp của boondi raita, với những giọt chiên của bột làm từ besan (bột đậu xanh, thường được dán nhãn như bột đậu vàng).
Dạng xấp xỉ gần nhất trong ẩm thực phương Tây là một món ăn nhẹ hoặc món ngâm, hoặc salad nấu chín. Nó thường được gọi là một thứ gia vị, nhưng không giống gia vị phương Tây truyền thống như muối, hạt tiêu, mù tạt và cây cải ngựa, đã làm cho món ăn cay hơn, một món dahi hoặc raita có tác dụng làm mát tương phản với món cà ri cay và thịt nướng, đó là những món ăn chính một số nền ẩm thực châu Á. Trong ẩm thực chay Ấn Độ, một số loại bánh mỳ cắt lát có thể ăn cùng với raita, tương ớt và dưa chua.
Sữa chua có thể được ướp với rau mùi, hạt thì là rang; bạc hà, ớt bột cay, chaat masala và các loại thảo mộc và gia vị khác.